# Západoafrická libra

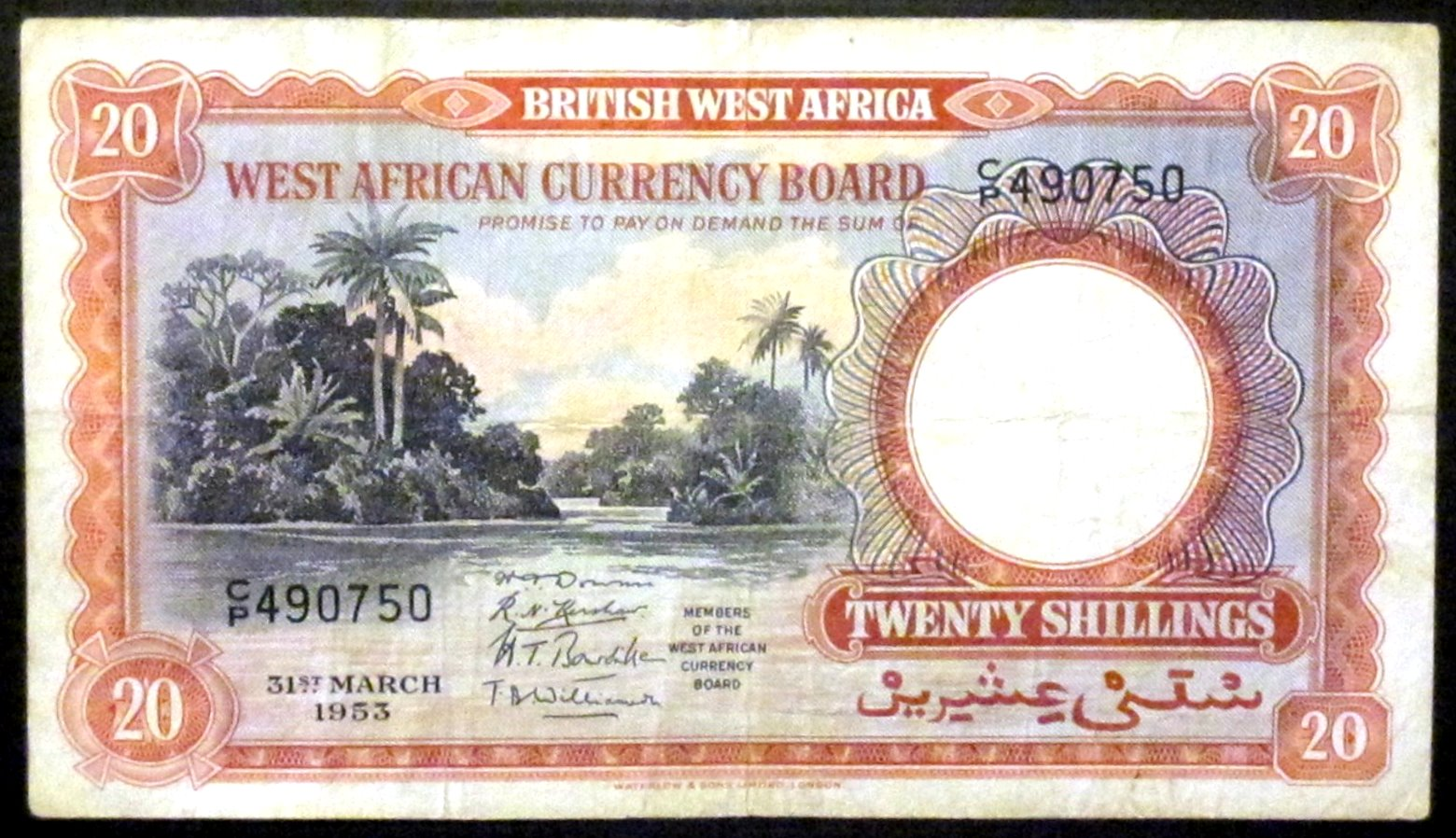
20šilinková bankovka západoafrického měnového výboru z roku 1953

Západoafrická libra (anglicky British West African pound) byla měnou britské západní Afriky, skupiny britských kolonií, protektorátů a mandátních území. Byla paritní s britskou librou a stejně tak se dělila na 20 šilinků, každý za 12 pencí.

## Dějiny
V 19. století se měnou britských západoafrických území (Nigérie, Zlatonosné pobřeží, Sierra Leone a Gambie) stala britská libra a byly zde rozšířeny britské mince standardní emise.
V roce 1912 zřídily úřady v Londýně Západoafrický měnový výbor a vydaly odlišnou sadu mincí k oběhu v britské západní Africe. Tento krok byl podnícen tendencí opouštět region a vracet se do Velké Británie, kterou vykazovaly stávající britské mince používané na západoafrických územích, což působilo místní nedostatek mincí. U specifických západoafrických mincí nehrozilo, že by byly přijímány v britských obchodech, a tak zůstávaly v místním oběhu.
Pro tento krok existoval precedens: Austrálie začala od roku 1910 vydávat vlastní charakteristické sady mincí, ale z důvodů zcela odlišných od britské západní Afriky. Australské úřady vydaly místní ražbu mincí jako krok k plné nezávislosti. S výjimkou Jamajky, kde byly místo britských měděných mincí vydávány speciální mince s nízkou nominální hodnotou kvůli místním pověrám ohledně používání měděné ražby pro církevní sbírky, londýnské úřady nenahradily britskou libru místními emisemi v žádné jiné britské kolonii.
Západoafrická libra byla také přijata v roce 1907 Libérií, kde nahradila liberijský dolar, ačkoli Libérie neměla zastoupení v západoafrickém měnovém výboru. Libérie přešla v roce 1943 na americký dolar. Togo a Kamerun přijaly západoafrickou libru v letech 1914 a 1916, kdy britské a francouzské jednotky obsadily tyto německé kolonie během první světové války.
Počínaje rokem 1958 byla západoafrická libra nahrazována místními měnami v jednotlivých zemích. Náhrady byly:
| Země            | rok  | Nová měna           | Poměr k západoafrické libře |
| Západní Nigérie | 1958 | Nigerijská libra    | 1                           |
| Ghana           | 1958 | Ghanská libra       | 1                           |
| Nigérie         | 1958 | Nigerijská libra    | 1                           |
| Britský Kamerun | 1961 | CFA frank           | 700                         |
| Sierra Leone    | 1964 | Sierraleonský leone | 2                           |
| Gambie          | 1965 | Gambijská libra     | 1                           |

## Mince

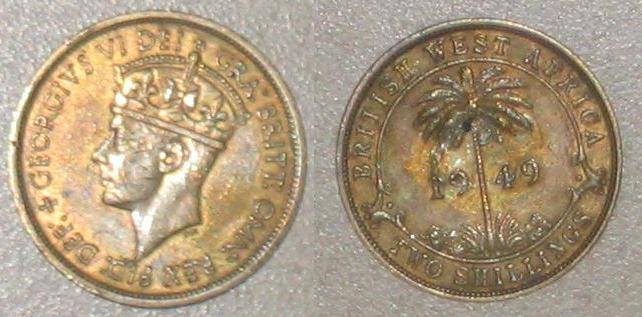
Dvoušilinková mince z roku 1949

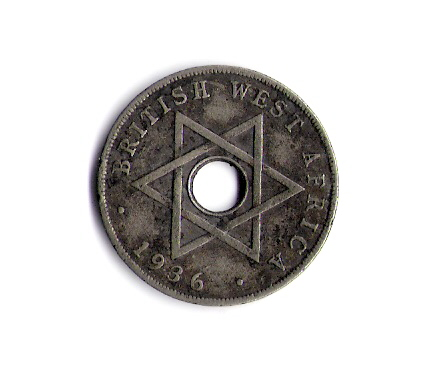
Jednopencová mince z roku 1936

V roce 1907 byly uvedeny do oběhu hliníková mince o hodnotě 1/10 pence a mědiniklová pencová mince. Obě mince měly otvor. V roce 1908 byl u pencové mince mědinikl nahrazen hliníkem a v roce 1911 byla zavedena děrovaná mědiniklová půlpencová mince. V roce 1913 byly uvedeny do oběhu stříbrné mince o hodnotách 3 a 6 pencí, 1 a 2 šilinky. Stříbro bylo u těchto mincí nahrazeno v roce 1920 mosazí.
Od roku 1938 byly místo mosazných třípencových mincí raženy větší alpakové. V roce 1952 byly mědiniklové mince hodnot 1/10, 1/2 a 1 pence nahrazeny bronzovými. Poslední západoafrické mince (jednopence) byly vyraženy v roce 1958.

## Bankovky
V roce 1916 vydal západoafrický měnový výbor bankovky v hodnotách 2, 10 a 20 šilinků, v roce 1918 je následovala jednošilinková bankovka. Po roce 1918 byly vydávány jen 10 a 20šilinkové bankovky a až v roce 1953 byla uvedena do oběhu 100šilinková bankovka (5 liber). Poslední bankovky (20 šilinků) byly vytištěny v roce 1962.